# Abtei Hautvillers

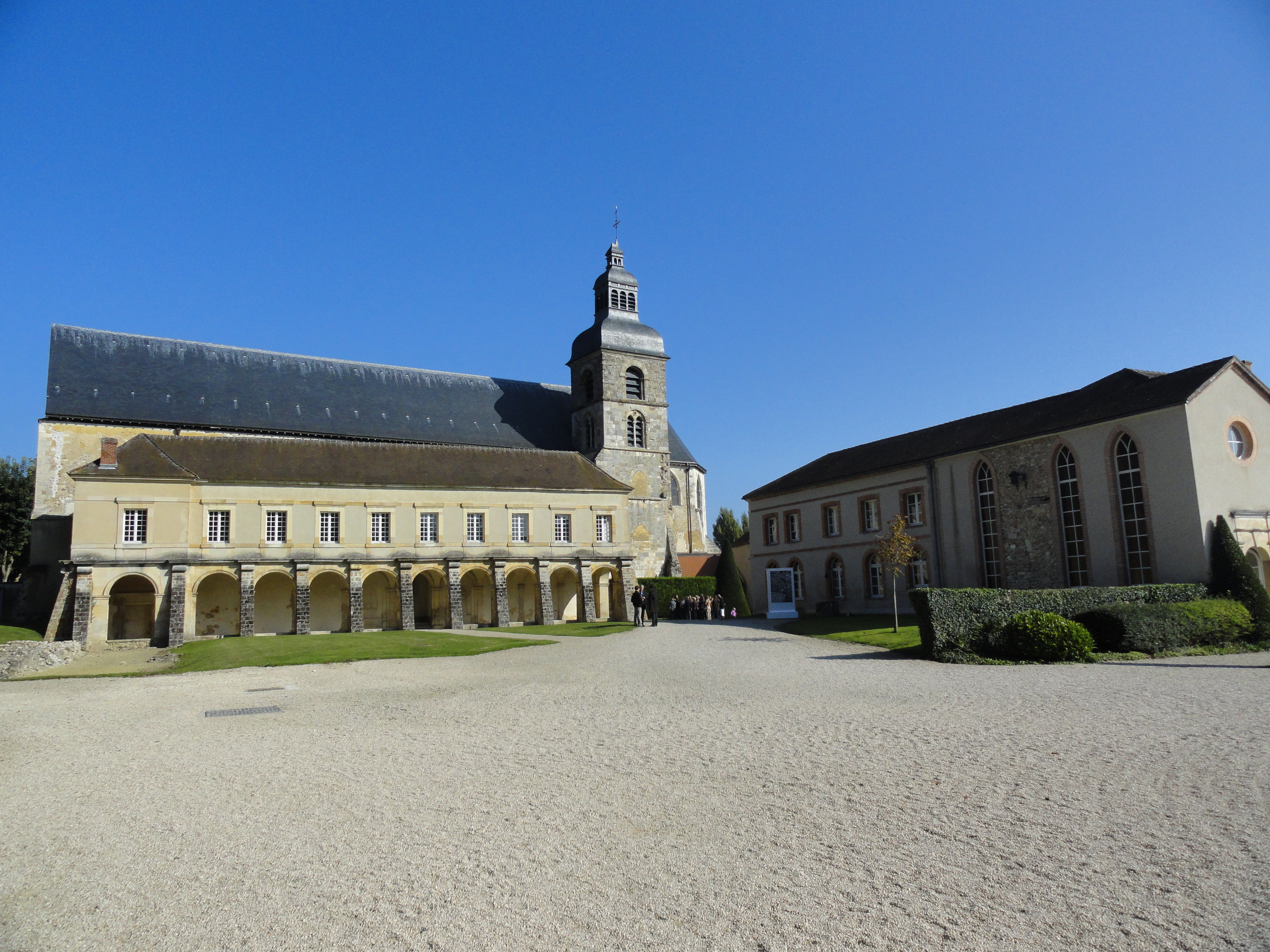
Abteikirche

Die Abtei Hautvillers, mit vollem Namen „Saint Pierre d'Hautvillers“, ist ein ehemaliges Benediktiner-Kloster in dem Ort Hautvillers im Département Marne in der Champagne in Nordfrankreich, etwa 7 km von Épernay und 20 km von Reims entfernt. Sie wird oft als Geburtsort des Champagners bezeichnet.

## Geschichte
Erzbischof Nivard von Reims gründete das Kloster um 650/662, das damit eines der ältesten Benediktiner-Klöster der Welt ist.  Eine Taube soll ihm den Ort gezeigt haben, an dem er ein Kloster nach den Regeln der Heiligen Benedikt und Columban errichten sollte.  Nivards Nachfolger als Erzbischof von Reims, Rieul, trat 669 als Mönch in Hautvillers ein.  Der von Rabanus Maurus und Hinkmar von Reims wegen seiner radikalen Auffassung von der sog. „gemina praedestinatio“ – der doppelten Prädestination (Vorherbestimmung) Gottes – unerbittlich verfolgte Gottschalk von Orbais († 869) verbrachte die letzten zwanzig Jahre seines Lebens in Hautvillers in strenger Haft.
Das Kloster wurde im Laufe seiner Geschichte insgesamt sieben Mal zerstört und wieder aufgebaut.  So wurde es z. B. 882 von den Normannen verwüstet und 1449 von den Engländern niedergebrannt. Nach erneuter Zerstörung 1564 während der Hugenottenkriege wurde es mit finanzieller Unterstützung von Katharina von Medici restauriert.  Die letzte Heimsuchung erfolgte während der Französischen Revolution.  Eine Liste seiner Äbte ist nicht erhalten.

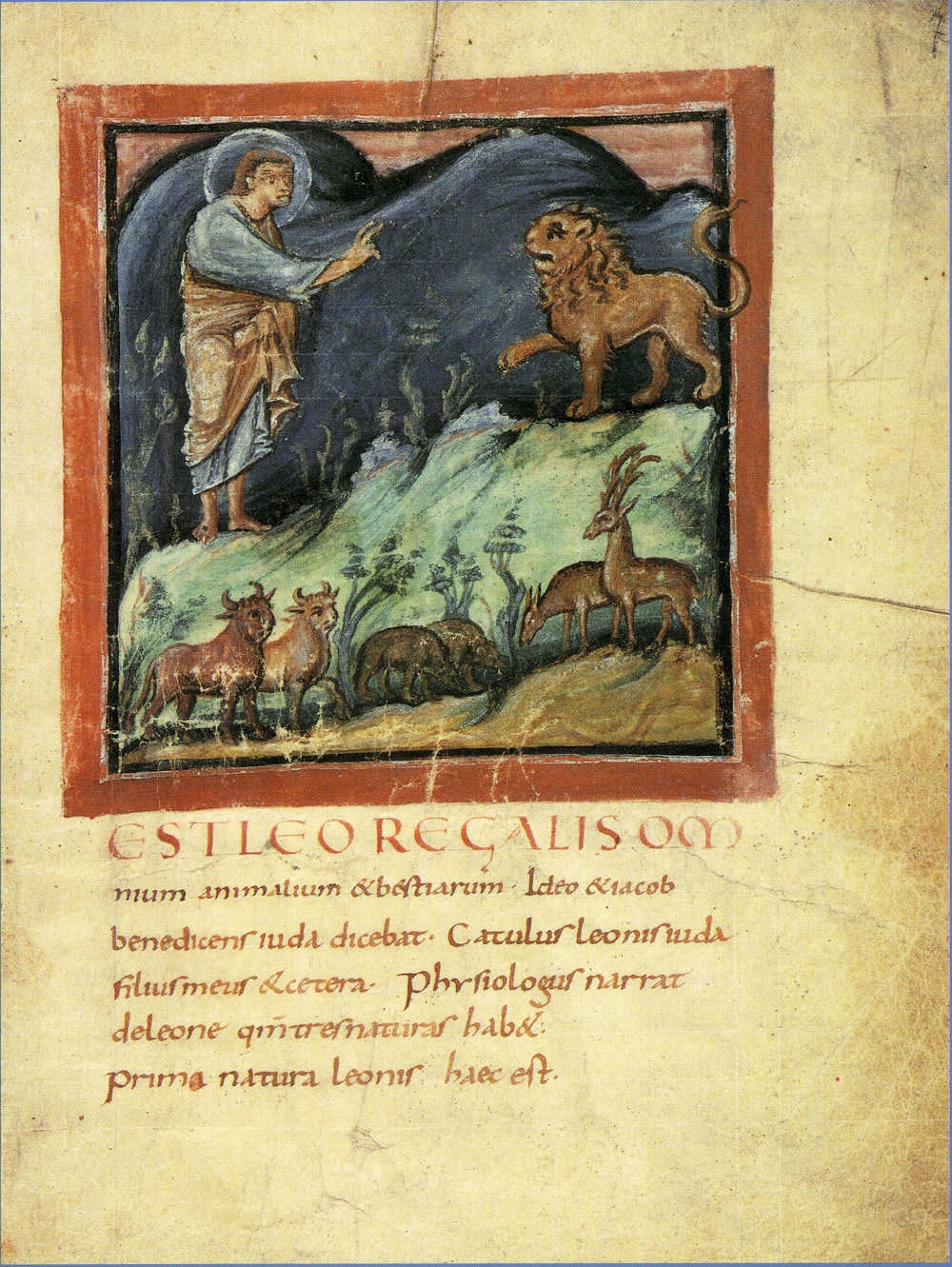
Karolingische Buchmalerei im Berner Physiologus

Das Kloster war im 9. Jahrhundert ein bedeutendes Skriptorium und Zentrum der Buchmalerei, der sog. Reimser Schule aus dem etwa das Ebo-Evangeliar (heute in der Bibliothèque Municipale von Epernay) und der außergewöhnliche Utrechter Psalter (seit 1732 in der Universitätsbibliothek Utrecht) mit seinen 167 wunderbaren Feder-Illustrationen stammen. Allerdings sind manche Forscher der Meinung, dass diese beiden Schöpfungen das Werk einer nur zeitweise in Hautvillers durch den Erzbischof Ebo von Reims versammelten Gruppe von acht Illuminatoren waren. Um 830 entstand hier der Berner Physiologus.

## Geburtsort des Champagners

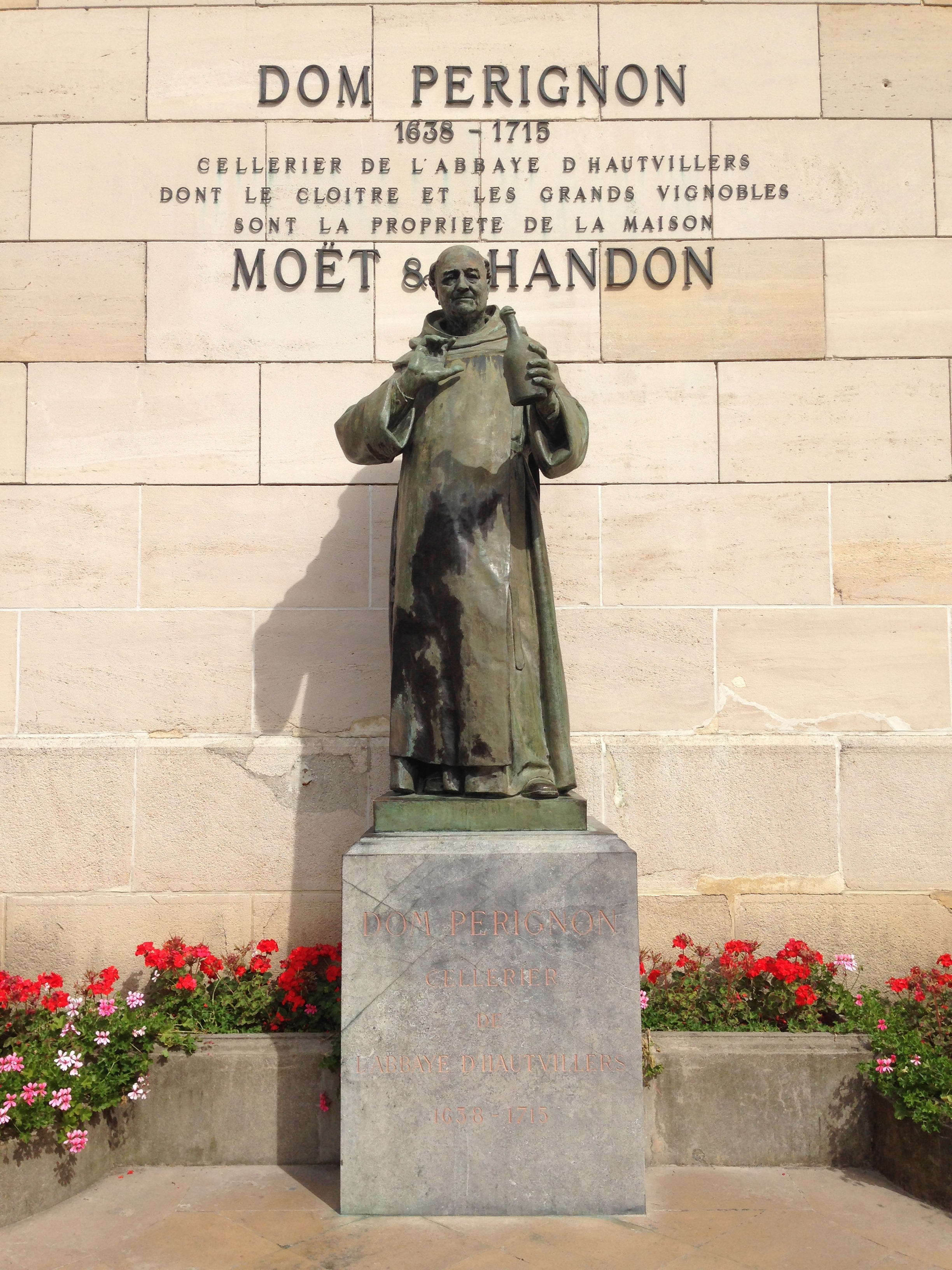
Denkmal Dom Perignon

Die Abtei hatte auch den Ruf eines ausgezeichneten Weinproduzenten, der im späten 17. Jahrhundert nach der Versetzung des Mönches Pierre Pérignon, genannt Dom Pérignon (um 1638–1715), aus einem Kloster bei Verdun nach Saint Pierre d’Hautvillers gefestigt wurde.  Dort war Dom Pérignon von 1668 bis zu seinem Tod Cellerar und Kellermeister.  Er verschnitt als erster Weine verschiedener Lagen zu einem Cuvée und hat die „Méthode champenoise“, ein Verfahren der Flaschengärung zur Herstellung von Schaumwein, maßgeblich mitentwickelt, aber wohl nicht erfunden. Auf ihn geht auch die Kunst des Weißkelterns roter Traubensorten zurück.

## Heutige Nutzung
Nach der Französischen Revolution wurden viele zunächst konfiszierte Güter verkauft, um Geld in die Staatskasse zu bringen. Zu diesen gehörte die ehemalige Abtei Hautvillers, die 1794 mit den umliegenden Weinfeldern von Jean-Remy Moët gekauft wurde.  Er machte daraus ein Weingut, das noch heute der 1832 in Moët & Chandon umbenannten Firma gehört.  Im Weingut befindet sich ein Weinmuseum.

## Abteikirche
Vom einstigen Kloster steht heute nur noch die im 17. Jahrhundert erneuerte Abteikirche Saint-Sidulphe mit ihrem aus dem 17. und 18. Jahrhundert stammenden Mönchschor, interessanter Täfelung, Chorgestühl und Gemälden, darunter zwei Werken aus der Werkstatt von Philippe de Champaigne. Über dem Hauptaltar hängt ein Leuchter aus den vier Rädern einer Kelter. In der Kirche befindet sich die Grabplatte Dom Perignons.